# Aichbauerovský dům
Aichbauerovský dům, někdy zvaný také Dientzenhoferovský dům, je dům v Praze 1 na Malé Straně, Nosticova ulice č.p. 465/2. Kromě architektonické hodnoty má i kulturněhistorický význam jako rodný dům Kiliána Ignáce Dientzenhofera. Od roku 1964 je chráněn jako kulturní památka.

## Historie a popis
Dům se nachází na parcele ohraničené na západní straně Nosticovou ulicí, na severu bývalou jízdárnou Nostického paláce, na východě bývalým Zlomkovským mlýnem. Na jižní straně je areál parkoviště u Divadla Kampa (někdejší Malé Nosticovo divadlo).
Základy stavby jsou pozdně renesanční a jsou až z let po parcelaci tzv. Lazarovské zahrady v roce 1600. Dům na tomto místě byl majetkem vdovy Marty Millerové, s níž se roku 1656 oženil stavitel Jan Jiří Aichbauer; po její smrti se znovu oženil s Annou Marií Langovou. Před rokem 1683, kdy zemřel, provedl radikální přestavbu a rozšíření objektu, kdy ze staré stavby prakticky nic nezbylo. Vznikl jednopatrový dům s mansardovou střechou, výrazně odsazený od Nostické ulice a uzavírající někdejší uličku. Původní vstupní průčelí na západní straně je tříosé, ve střeše je dvojice vikýřových oken. Jižní fasáda je jednoduchá, s nepravidelně umístěnými okny (z této strany dům zakrývá nevzhledný přízemní objekt, který je součástí parkoviště). Na východní straně je terasa se schůdky k Čertovce a protože dům není příliš vysoko nad vodou, nemá sklepy.
S vdovou po J. J. Aichbauerovi se roku 1685 oženil Kryštof Dientzenhofer, který tu bydlel až do roku 1704. V roce 1689 se tu narodil jeho syn Kilián Ignác Dientzenhofer.

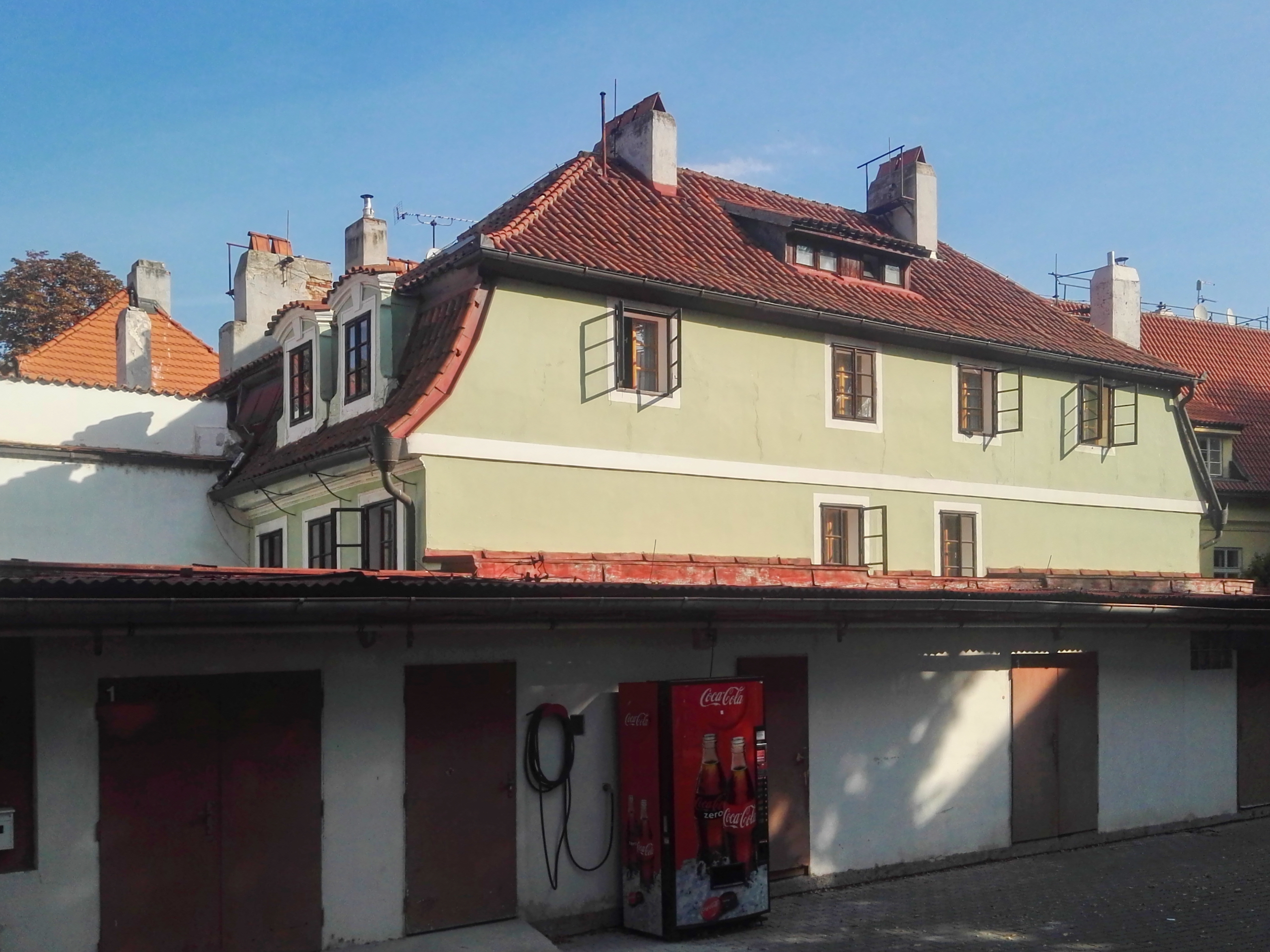
Jižní fasáda

Po smrti Anny Dientzenhoferové získal dům dvorní tesař Josef Löffler a v roce 1765 ho koupil stavitel Antonín Hafenecker. Pravděpodobně on provedl klasicistní úpravy domu, zejména nově přistavěl přízemní budovu směrem k Nosticově ulici, jejíž průčelí má pásovou bosáž a výraznou korunní římsu s vlysem, zdobeným festony s ovocem.
V 90. letech 20. století byl objekt přebudován na pension. Je majetkem Hlavního města Prahy.